# Grateloup-Saint-Gayrand
Grateloup-Saint-Gayrand település Franciaországban, Lot-et-Garonne megyében. Lakosainak száma 470 fő (2022. január 1.). Grateloup-Saint-Gayrand Brugnac, Clairac, Laparade, Tonneins, Varès és Verteuil-d’Agenais községekkel határos.

## Népesség
A település népességének változása:
| Lakosok száma | 338  | 451  | 452  | 419  | 444  | 435  | 428  | 422  | 440  | 470  |
|               | 1968 | 1982 | 1990 | 2006 | 2013 | 2015 | 2017 | 2019 | 2020 | 2022 |